# Золотнишино
Золотнишино (укр. Золотнишине) — село,
Дмитровский сельский совет,
Горишнеплавнинский городской совет,
Полтавская область,
Украина.
Население по данным 1982 года составляло 430 человек.
Село присоединено к городу Комсомольск в 1987 году .

## Географическое положение
Село Золотнишино находится на левом берегу реки Днепр в месте начала Каменского водохранилища,
выше по течению на расстоянии в 1,5 км расположено место впадения реки Псёл, 
ниже по течению примыкает город Горишние Плавни.
Рядом проходит автомобильная дорога Т-1711.

## История
- 1987 год — село присоединено к городу Комсомольск (ныне город Горишние Плавни)[1].